# Putsch dos Generais
O Putsch de Argel (em francês:  Putsch d'Alger ou Coup d'État d'Alger), também conhecido como o Putsch dos Generais (Putsch des Généraux), foi um fracassado golpe de estado para derrubar o presidente francês Charles De Gaulle e estabelecer uma junta militar anti-comunista. Organizado na Argélia francesa por generais aposentados do exército francês: Maurice Challe (55, antigo comandante-em-chefe na Argélia francesa), Edmond Jouhaud (56, o antigo Inspector Geral da Força Aérea Francesa), André Zeller (63, antigo oficial do Exército de Terra Francês) e Raoul Salan (61, antigo comandante-em-chefe na Argélia francesa), que ocorreu a partir da tarde de 21 de abril a 26 de abril de 1961 em meio à Guerra da Argélia (1954-1962).
Os organizadores do golpe eram contra as negociações secretas que o governo do primeiro-ministro francês Michel Debré tinha iniciado com a anti-colonialista Frente de Libertação Nacional (FLN). O General Raoul Salan argumentou que aderiu ao golpe de Estado sem se preocupar com o seu planejamento técnico, no entanto, sempre foi considerado como um dos quatro homens o golpe, ou como De Gaulle notoriamente colocou, "un quarteron de généraux en retraite" (um quarteto de generais aposentados).
O golpe viria em duas fases: uma declaração de controle nas principais cidades da Argélia francesa, Argel, Oran e Constantina, seguido pela tomada de Paris. A operação metropolitana seria liderada pelo coronel Antoine Argoud, com paraquedistas franceses descendo em aeroportos estratégicos. Os comandantes em Oran e Constantina, no entanto, se recusaram a seguir as ordens de Challe de aderirem ao golpe. Ao mesmo tempo, informações sobre a fase metropolitana atraiu a atenção do primeiro-ministro Debré, através do serviço de inteligência.
Em 22 de abril, todos os voos e decolagens foram proibidos em aeroportos parisienses, e uma ordem foi dada para o exército para resistir ao golpe de Estado "por todos os meios". No dia seguinte, o presidente Charles De Gaulle fez um famoso discurso na televisão, vestido com seu uniforme de general vintage dos anos 1940 (ele tinha 71 anos e longa aposentadoria do exército) ordenando ao povo francês e aos militares para ajudá-lo.